# Чебукино
Чебукино — деревня в Клепиковском районе Рязанской области. Входит в состав Болоньского сельского поселения.

## География
Находится в северной части Рязанской области на расстоянии приблизительно 11 км на запад-северо-запад по прямой от районного центра города Спас-Клепики.

## История
На карте 1850 года показана как поселение с 37 дворами.В 1859 году здесь (тогда деревня Рязанского уезда Рязанской губернии) было учтено 32 двора, в 1897 — 68.

## Население
Численность населения: 317 человек (1859 год), 638 (1897), 48 в 2002 году (русские 100 %), 23 в 2010.